# Distretto di Chimbote
Il distretto di Chimbote è un distretto del Perù nella provincia di Santa (regione di Ancash) con 215.817 abitanti al censimento 2007 dei quali 207.482 urbani e 8.335 rurali.
È stato istituito il 6 dicembre 1906.